# The Golden Ball and Other Stories
 (novembre 2023).
Si vous disposez d'ouvrages ou d'articles de référence ou si vous connaissez des sites web de qualité traitant du thème abordé ici, merci de compléter l'article en donnant les références utiles à sa vérifiabilité et en les liant à la section « Notes et références ».
The Golden Ball and Other Stories est un recueil de quinze nouvelles d'Agatha Christie, publié en 1971 aux États-Unis chez Dodd, Mead and Company.
Ce recueil, spécifiquement américain, est composé de dix nouvelles policières (nos  1 à 8, 14 et 15) et de cinq nouvelles fantastiques (nos 9 à 13).

## Composition du recueil
1. The Listerdale Mystery (Le Mystère de Listerdale)
2. The Girl in the Train (Une jeune fille dans le train)
3. The Manhood of Edward Robinson (La Métamorphose d'Edward Robinson)
4. Jane in Search of a Job (Jane cherche une situation)
5. A Fruitful Sunday (Un dimanche fructueux)
6. The Golden Ball (La Boule rouge)
7. The Rajah's Emerald (L'Émeraude du Rajah)
8. Swan Song (Le Chant du cygne)
9. The Hound of Death (Le Chien de la mort)
10. The Gypsy (La Gitane)
11. The Lamp (Le Flambeau)
12. The Strange Case of Sir Andrew Carmichael (Le Cas étrange de sir Arthur Carmichael)
13. The Call of Wings (Dans un battement d'ailes)
14. Magnolia Blossom (Fleur de magnolia)
15. Next to a Dog (Nous deux mon chien)

## Publications

### Royaume-Uni
Le recueil américain reprend treize nouvelles déjà publiées au Royaume-Uni et deux nouvelles inédites.
- les nouvelles nos 1 à 8 ont été publiées en 1934 dans The Listerdale Mystery and Other Stories ;
- les nouvelles nos 9 à 13 ont été publiées en 1933 dans The Hound of Death and Other Stories ;
- la nouvelle no 14 sera publiée en 1982 dans The Agatha Christie Hour ;
- la nouvelle no 15 sera publiée en 1991 dans Problem at Pollensa Bay and Other Stories.

### France
Le recueil n'a pas d'équivalent en France, les nouvelles sont publiées dans différents recueils :
- les nouvelles nos 1 à 8 ont été publiées en 1963 dans Douze nouvelles ;
- les nouvelles nos 9 à 14 seront publiées en 1981 dans Le Flambeau ;
- la nouvelle no 15 sera publiée en 1986 dans Marple, Poirot, Pyne... et les autres.